# Kazimierz Nałęcz-Rychłowski
Kazimierz Lucjan Nałęcz-Rychłowski, Kazimierz Rychłowski, krypt. KR (ur. 7 stycznia 1878 w Płocku, zm. 10 stycznia 1941 we Lwowie) – polski dziennikarz, tłumacz, poeta.

## Droga życiowa
Pochodził z zasłużonego dla Polski rodu Nałęcz-Rychłowskich, który wydał kasztelanów, chorążych i sędziów. Syn Brunona Nałęcz-Rychłowskiego i Felicji z domu Betley. Siostrą Felicji była Teofila Betley po mężu Weirich - stąd pokrewieństwo Rychłowskiego z krakowskim farmaceutą, Tadeuszem Pankiewiczem.
Jako młody człowiek przeprowadził się wraz z owdowiałą matką i rodzeństwem do Krakowa. W latach 1888–1895 uczęszczał tam do Gimnazjum św. Jacka, gdzie 10 czerwca 1895 roku zdał egzamin maturalny „z pierwszą lokatą”. W protokole maturalnym odnotowano ocenę celującą z języka łacińskiego, bardzo dobrą z języka greckiego, języka polskiego i historii.
Zaczynał potem romanistykę, germanistykę i polonistykę na Uniwersytecie Jagiellońskim, a także medycynę. Ostatecznie studiów wyższych nie skończył. Zajął się pracą literacką, ponieważ zaś nie mógł się z niej utrzymać, dorabiał jako urzędnik państwowy.

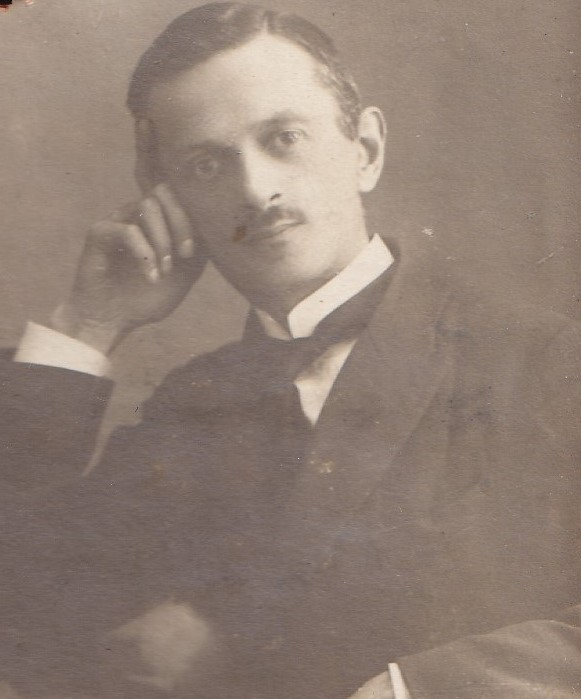
Kazimierz Nałęcz-Rychłowski ok. 1920 r.

Władał francuskim, niemieckim, włoskim, angielskim, serbskim, norweskim, łaciną i greką. Już w gimnazjum tłumaczył poezje Heinego, bezskutecznie starając się o ich druk. Dopiero w 1907 roku wydał w Krakowie własnym nakładem u Gebethnera i Wolffa wybór poezji „Współcześni poeci francuscy”. Zawarł w nim przekłady m.in. Jeana Arthura Rimbauda, Paula Verlaine’a, Maeterlincka, Heredii i Verhaerena. Tłumaczył wiersze Charles’a Baudelaire’a. Był ceniony. W krótkiej autobiografii napisał: „Lektor języka francuskiego Paúl Rongier specjalnie entuzjazmował się mymi przekładami. Dla mnie sprowadzał z Paryża wydawane przez „Mercure de France” najnowsze formy poezji” (1905).
W 1909 przeniósł się na stałe do Lwowa, gdzie pracował przez trzydzieści lat bez przerwy. Już w 1919 roku otrzymał z Ministerstwa Sztuki i Kultury subwencję w wysokości 1000 marek polskich „z uwagi na duże zalety i wartość artystyczną przekładów”. Ministrem był wówczas Zenon Przesmycki. 22 listopada 1922 roku Związek Zawodowy Literatów Polskich we Lwowie zorganizował XXVIII Wieczór liryki francuskiej, gdzie Rychłowski deklamował przekłady swoje i Jana Gelli. Jak ocenił potem w „Słowie Polskim” Jan Zahradnik: „...utwory w spolszczeniu lub nawet wiernym przekładzie Rychłowskiego pozostają takimi samymi arcydziełami, jakimi są w oryginale...”. Fragmenty przekładów Rychłowskiego zamieścił w swojej „Historii literatury francuskiej” Marceli Szarota.
Już jako czterdziestolatek sam nauczył się języka angielskiego i w 1927 wydał w Krakowie tłumaczenie „Złotych sideł” Jamesa Olivera Curwooda. Według przekazu rodzinnego podpisał z Curwoodem umowę na wyłączność tłumaczeń. W latach 90. XX wieku ukazały się tłumaczenia Curwooda podpisane nazwiskiem „Kazimierz Rychołowski” (przeinaczone brzmienie nazwiska). Były to „Złote sidła”, wydane w roku 1990 przez Krajową Agencję Wydawniczą oraz w 1994 przez Oficynę Morex.
Do roku 1939, w ciągu trzydziestu lat pracy literackiej i dwudziestu dziennikarskiej współpracował z kilkunastoma redakcjami. Wydał we Lwowie ponad trzydzieści tomów powieści w przekładzie własnym. W „Kurierze Lwowskim” ogłosił szereg szkiców i obrazków z przeszłości miasta. Miał kilka odczytów we rozgłośni lwowskiej Polskiego Radia. Poprowadził tam audycję o poezji francuskiej oraz o poezji jugosłowiańskiej, tej ostatniej towarzyszyła jego własna muzyka fortepianowa.

W latach 30. napisał poemacik pt. „Mały Grześ” odnoszący się do Orląt Lwowskich. Fragment tego wiersza od roku 2019 widnieje na jego pomniku nagrobnym.

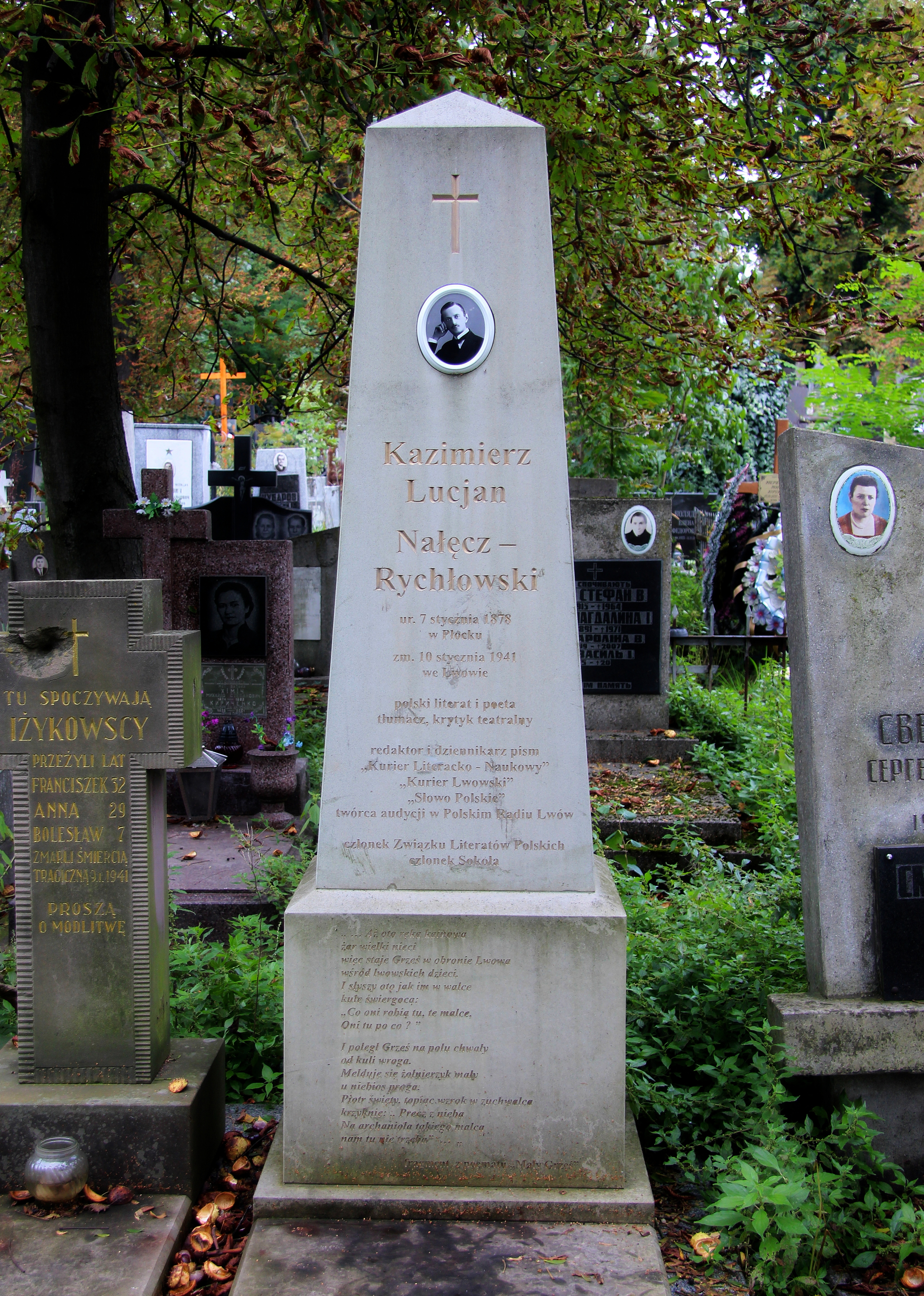

Tłumaczył dramaty. W 1929 roku we Lwowie wystawiono jego przekład wierszem dramatu Friedricha Schillera „Marii Stuart” w reżyserii dyrektora Henryka Barwińskiego. Według przekazu rodzinnego, 1 września 1939 roku teatr we Lwowie miał wystawić inne dzieło Schillera w jego tłumaczeniu, a mianowicie „Zbójców”. Wybuchła jednak wojna i do premiery nie doszło.
Należał do Polskiego Towarzystwa Gimnastycznego „Sokół”, był honorowym członkiem korporacji akademickiej Cresovia Leopoliensis.
Kazimierz Nałęcz-Rychłowski był ożeniony z Marią Golachowską (1880-1968), siostrą płk. Karola Golachowskiego. Miał z nią 10 dzieci, w tym Kazimierza Zbigniewa Nałęcz-Rychłowskiego (ur. 1919 w Samborze, zm. w 1998 we Wrocławiu), również dziennikarza i poety, piszącego w prasie wrocławskiej pod pseudonimem Kajetan. Jego zięciem był Zbigniew Stuchly, zmarły w 2005 roku profesor wrocławskiej Akademii Medycznej.
Zmarł 10 stycznia 1941 roku i został pochowany na Cmentarzu Janowskim we Lwowie. Grób został zniszczony jeszcze przed końcem wojny. Inskrypcja ku pamięci pisarza znajduje się na tablicy nagrobnej żony, Marii z Golachowskich Rychłowskiej, na Cmentarzu Rakowickim w Krakowie, i głosi: „Pro memoria Kazimierz Nałęcz-Rychłowski, literat”. Miejsce pochówku Kazimierza Rychłowskiego zostało znalezione w 2019 roku, staraniem lwowskiego Towarzystwa Miłośników Kultury Polskiej "Zabytek" i rodziny w Polsce. Tego samego roku jesienią postawiono tam i pod przewodnictwem ówczesnej konsul RP we Lwowie i metropolity lwowskiego, ks. abpa Mieczysława Mokrzyckiego uroczyście odsłonięto oraz poświęcono nagrobek, którego fotografia ilustruje niniejszy artykuł.

## Twórczość

### Wybrane przekłady z języka niemieckiego
- Renè Fuelop Miller, Lenin i Gandhi
- Casimir Edschmid, Lord Byron
- F. Schiller, Maria Stuart

### Wybrane przekłady z języka francuskiego
- Panais Istrati, Żagiew i zgliszcza
- Jacques de Lacretelle, Silbermann
- Camil Maúclair,Miłość zmysłowa
- dr P. Vachet, Niepokój płciowy
- Albert Londres, Droga do Bueons Aires
- Maurice Dekobra, Książę Seliman
- Maurice Dekobra, Dama w wagonie sypialnym
- Maurice Dekobra, Purpurowa gondola
- E. Rostand, Daleka księżniczka
- Współcześni poeci francuscy. Wybór poezji, Kraków 1907

### Wybrane przekłady z języka angielskiego
- Robert Baden-Powell, Moje przygody i przeżycia
- Robert Baden-Powell, Moje przygody w Afryce
- O. Curwood, Złote sidła, 1927

W 1939, dwa lata przed śmiercią, pracował nad przekładem powieści lotnika Kennetha Malcolma Murraya pt. Skrzydła nad Polską (wspomnienia z lat 1919–1921) oraz nad spolszczeniem pięciu włoskich dzieł dla młodzieży treści popularnonaukowej.

### Prasa, w której zamieszczał artykuły i przekłady
- Kurier Poznański
- Czas
- Gazeta Poranna
- Gazeta Wieczorna
- Słowo Polskie (od 1919)
- Kurier Powszechny
- Kurier Lwowski (szkice i obrazki z dziejów Lwowa na podstawie kwerendy w archiwum miejskim i Ossolineum)
- Tygodnik Ilustrowany
- Krytyka (pod redakcją Wilhelma Feldmana, przed I wojną)
- Nasz Kraj
- Lamus (pod redakcją Michała Gwalberta Pawlikowskiego, 1910)
- Przegląd Warszawski (1920)

Przez rok redaktor miesięcznika Torpeda (ilustrowany tygodnik powieściowy) i tygodnika dla młodzieży Na Progu Życia. Zachowały się także rękopisy i przekazy rodzinne.

### Radio
- Radio Lwów. Odczyty: O lwowskim krawcu – literacie, Cesarzewicz Arakański we Lwowie, O Bogeśminie
- Radio Lwów. Audycje o poezji: Wieczór poezji francuskiej (lipiec 1935), Serce matki (maj 1936), Poezja jugosłowiańska (grudzień 1936), Dzisiejsze pieśni Italii (1937).